# ده لولو
ده لولو، روستایی در دهستان درختنگان بخش مرکزی شهرستان کرمان در استان کرمان ایران است. این روستا، مرکز دهستان درختنگان است.

## جمعیت
بر پایه سرشماری عمومی نفوس و مسکن در سال ۱۳۹۵، جمعیت این روستا برابر با ۲۸۱ نفر (۸۹ خانوار) بوده است.